# Валя-Храней
Валя-Храней (рум. Valea Hranei) — село у повіті Селаж в Румунії. Входить до складу комуни Залха.
Село розташоване на відстані 367 км на північний захід від Бухареста, 38 км на схід від Залеу, 49 км на північ від Клуж-Напоки.

## Населення
За даними перепису населення 2002 року у селі проживали 134 особи, усі — румуни. Усі жителі села рідною мовою назвали румунську.